# Ampulex arnoldi
Ampulex arnoldi är en  stekelart som beskrevs av Brauns in Arnold 1928. Ampulex arnoldi ingår i släktet Ampulex och familjen Ampulicidae. Inga underarter finns listade i Catalogue of Life.